# Omnibenevolență
Omnibenevolența este definită de Dicționarul Englez din Oxford drept "bunăvoință nelimitată sau infinită". Adesea este considerat imposibil sau cel puțin improbabil ca o divinitate să prezinte o astfel de proprietate alături de omnisciență și omnipotență ca rezultat al problemei răului. Cu toate acestea, unii filozofi, precum Alvin Plantinga, susțin plauzibilitatea coexistenței. Cuvântul este folosit în primul rând ca termen tehnic în cadrul literaturii academice privind filozofia religiei, în special în contextul problemei răului și răspunsurilor teodice la acestea. Deși chiar și în contextele menționate, expresiile "bunătate perfectă" sau "perfecțiune morală" sunt adesea preferate din cauza dificultăților în definirea a ceea ce constituie "bunăvoința infinită".

## Legături externe
- en  Bunătatea lui Dumnezeu
- en  Principiile evreiești ale credinței
- en  Note despre Omnibenevoința lui Dumnezeu